# Димитър Баталов
Димитър Иванов Баталов е български политик от БЗНС.

## Биография
Роден е на 15 май 1931 година в село Каравелово. Завършва средно образование в Първа мъжка гимназия в Пловдив. Умира през 2017 г.
От януари 1951 до декември 1960 г. е в затвора по политически причини. Настоявал е за разрешаване дейността на БЗНС „Никола Петков“. През 1950 г. е принуден да се укрива заради участие във възстановяване на ЗМС, а следващата година е заловен и осъден на 15 години по чл. 70, ал. 1. За същата си дейност по-големите му 2 братя са осъдени на смърт и разстреляни в 1 ден. По онова време бащата излежава 5-годишна присъда на остров Белене. Почива в затвора. Третият му брат също е репресиран.
Семейството е подложено на репресии, въпреки че брат му Иван, който е завършил медицина, е бил партизанин под името Чавдар във Втора средногорска бригада „Васил Левски“. Бащата, изявен ляв земеделец, е ятак на същата бригада. Ятаци са още дядото, другият брат и самият Димитър, който е най-младият ятак.
В затвора Димитър Баталов често е малтретиран. При спешна нужда (спукан апендикс и последвала остра криза) около него се оказват 2 затворници лекари – д-р Петър Дертлиев и д-р Никола Грозев, които при полеви условия и подръчни средства му правят операция и го спасяват.
След излизането от затвора е работил в горско стопанство, строителството и търговията. Завършил е Висшия икономически институт. До 1989 г. е стоковед в „Промишлени стоки“, Пловдив.
През 1989 е сред инициаторите за възстановяване на БЗНС „Никола Петков“. Учредява и оглавява Клуба на репресираните след 1945 година. Член на Координационния съвет на СДС (1990 – 199). Участва в заседанията на Кръглата маса. Депутат е в VII велико народно събрание. Подписва новата конституция, изработена и приета от ВНС. През 2010 г. е сред учредителите на Клуб „1-ви ноември“, където членува до смъртта си.
Автор на книгите:
- „Заедно“ (публицистика), 2000 г.;
- „С въглен в душата“ (стихове), 2000 г.;
- „Нощен дневник“ (епиграми);
- „Моите 290 сезона“ (спомени), 2004 г.

Женен, с дъщеря. Живее в Пловдив.